# احیا (فیلم)
احیا (به انگلیسی: The Revival) یک فیلم درام عاشقانه آمریکایی به کارگردانی جنیفر گربر نوشته ساموئل برت ویلیامز و با بازی زاکاری بوث و دیوید کارل محصول سال ۲۰۱۷ است.